# Paweł Krefft
Paweł Krefft (ur. 4 lutego 1996 w Gdyni) – polski koszykarz występujący na pozycji rzucającego obrońcy, obecnie zawodnik Dzików Warszawa.
30 lipca 2018 został zawodnikiem Miasta Szkła Krosno.
21 lutego 2020 dołączył do HydroTrucka Radom. 16 września zawarł umowę z I-ligowymi Dzikami Warszawa.

## Osiągnięcia
Stan na 20 listopada 2020.
Drużynowe
- Mistrz Polski:
  - juniorów starszych (2015)
  - juniorów (2012, 2013, 2014)
  - kadetów (2012)
  - młodzików (2010)
- Brązowy medalista mistrzostw Polski (2018)
- Zdobywca Pucharu Polski (2018)

Indywidualne
- MVP mistrzostw Polski młodzików (2010)
- Zaliczony do I składu mistrzostw Polski:
  - kadetów (2012)
  - młodzików (2010)